# 神戸市立湊山小学校
神戸市立湊山小学校（こうべしりつ みなとやましょうがっこう）は、かつて兵庫県神戸市兵庫区雪御所町にあった公立小学校。

## 概要
2015年3月31日に神戸市立平野小学校（兵庫区）・神戸市立荒田小学校・神戸市立湊川多聞小学校と共に閉校し、同年4月1日より神戸市立神戸祇園小学校に統合・移行した。
閉校後に再開発され、2022年7月1日にNATURE STUDIOとして生まれ変わった。

## 沿革
- 1873年6月5日 - 湊山小学校が創立。
- 1882年 - 小部小学校が支校となる。烏原分校を設置。
- 1884年 - 烏原分校を統合。
- 1887年 - 湊山尋常小学校に改称。小部小学校が分離独立。
- 1898年 - 湊山尋常高等小学校に改称。
- 1899年 - 校舎を雪御所（雪見御所跡）に移転。
- 1904年 - 校章制定。
- 1911年 - 校旗制定。
- 1915年 - 平野尋常小学校を校区分離。
- 1920年4月 - 菊水尋常小学校を校区分離。
- 1926年 - 湊山尋常小学校に改称。
- 1928年4月 - 鵯越尋常小学校を校区分離。
- 1933年 - 校歌制定。（作詞：大井広、作曲：田中銀之助、編曲：前田悦代[2]）
- 1938年7月 - 阪神大水害の被害を受ける。
- 1941年 - 湊山国民学校に改称。
- 1944年 - 大山寺、押部谷へ学童疎開。
- 1947年 - 神戸市立湊山小学校に改称。
- 1995年1月17日 - 阪神・淡路大震災による一時休校。
- 2015年3月31日 - 閉校。[3]

## 通学区域
神戸市兵庫区。
- 石井町1 - 8丁目、烏原町、山王町1 - 2丁目、大同町1 - 3丁目、千鳥町1 - 4丁目、都由乃町1 - 3丁目、天王町1 - 4丁目、湊山町、雪御所町

## 進学先中学校
- 神戸市立湊中学校（不明 - 2011年3月）
- 神戸市立湊翔楠中学校（2011年4月 - 2015年）[4]